# Погонофоры
Погонофо́ры (лат. Siboglinidae; [syn.  Pogonophora] от др.-греч. πώγων, «борода» и φορός, «несущий») — группа морских беспозвоночных животных, обитающих в хитиновых трубках.
Погонофоры широко распространены на морском дне, однако первые их представители были найдены во время зоологической экспедиции на судне «Зибога» при глубоководных тралениях в водах Индонезии в 1900 году и описаны только в 1914 году М. Коллери. Находка была отнесена к морским кольчатым червям. Как выяснилось, погонофоры обладают своеобразной чертой — во взрослом состоянии они полностью лишены органов пищеварения.
Значительный вклад в изучение погонофор внесли экспедиции советского научно-исследовательского судна «Витязь» в течение четверти века с 1949 года. По их материалам было описано свыше 70 новых видов погонофор.
Классификация погонофор до сих пор не утвердилась окончательно. В 1944 году советский зоолог В. Н. Беклемишев предложил рассматривать их как самостоятельный тип животного царства, названный им Pogonophora (ранее это название было предложено как название класса шведским зоологом Йогансеном (K.E. Johansson, 1937)). А. В. Иванов, подробно изучивший строение и развитие погонофор, в 1952 году описал этот тип под названием Brachiata, однако позднее он признал приоритет Беклемишева и вернулся к его названию типа. Но сейчас надёжно установлено близкое родство погонофор с аннелидами, поэтому их всё чаще снова относят к типу кольчатых червей.

## Строение
Тело у типичных погонофор нитевидное, при длине от 10 до 85 см его диаметр обычно не превышает 2 мм (у мелких видов рода Sclerolinum, обитающих на затонувшей древесине — 0,2 мм), по цвету преимущественно прозрачно-беловатое. У крупных же видов цвет тела колеблется от розового до ярко-красного оттенка, как, например, вестиментифер рифтий (лат. Riftia pachyptila), которые имеют гигантские размеры — диаметр их тела до 40 мм при длине до 1,5 м, длина трубок — до 3 м и выше.
Головной отдел тела, протосома, несёт щупальца (от 1 до 2000), образующие подобие бороды. Эти щупальца напоминают лофофор мшанок и плеченогих. Туловище несёт прикрепительные сосочки и пластинки и содержит половые железы. Задний конец тела, опистосома, состоит из множества коротких сегментов с щетинками. За счёт этих щетинок погонофоры держатся в трубках. Задний конец — копательный орган.
Рот, кишечник и анальное отверстие у взрослых особей отсутствуют. Кровеносная система с сердцем. Нервная система представлена брюшными мозгом и нервным стволом. Погонофоры раздельнополы. У личинки имеются органы пищеварения, которые позднее редуцируются.

## Положение в системе животного царства
Первоначально погонофоры были описаны как представители кольчатых червей. Затем стало господствующим мнение, что это обособленный тип вторичноротых животных, родственный полухордовым и хордовым. Об этом говорили данные о ходе их эмбрионального развития, полученные А. В. Ивановым. Он описал у погонофор энтероцельное образование целома и образование целомической мезодермы за счёт бластомеров переднего квадранта В (признаки, характерные для вторичноротых).
В то же время дробление погонофор имеет черты спирального дробления, характерного для первичноротых. Дробление вестиментифер имеет черты типичного спирального гетероквадрантного дробления с преобладанием D-квадранта. В целом эмбриональное развитие погонофор остаётся недостаточно изученным.
Из-за сегментации опистосомы, ультраструктурного сходства в строении щетинок, а также из-за того, что личинка погонофор напоминает личинку аннелид, трохофору, сейчас их вновь считают близкими родичами аннелид и всё чаще относят к типу кольчатых червей. Молекулярные данные свидетельствуют о принадлежности погонофор (включая вестиментифер) к полихетам (многощетинковым червям), большинство западных исследователей сейчас рассматривают их как виды одного семейства Siboglinidae, обычно относимое к отряду сабеллид. Однако недавний кладистический анализ, проведённый с использованием признаков 18S рРНК и 28S рРНК и морфологических признаков, привёл авторов к выводу, что сестринской группой Siboglinidae являются не сабеллиды, а овенииды.

### Вестиментиферы
В 1970-х годах на дне Тихого океана были найдены три новых вида, которые отнесли к новому классу погонофор — вестиментиферам (Vestimentifera).
Вестиментиферы обитают на большой глубине (до нескольких км) в так называемых гидротермальных оазисах вблизи рифтовых зон — трещин в океанской коре, сквозь которые просачиваются горячие газы, нагревающие воду до 200—300 °C.
В воде здесь растворено много сероводорода и сульфидов металлов (железа, цинка, никеля, меди), которые окрашивают её в чёрный цвет.
Помимо местообитания, вестиментиферы отличаются своими размерами: длиной тела до 1,5 м, его диаметром до 40 мм и длиной трубки до 3 м (у рифтии, и ярко-красными (из-за обилия кровеносных сосудов) щупальцами.
Ниже щупалец у них имеются боковые выросты — так называемые вестиментальные крылья. Название этих органов (от лат. vestimentum — одежда) и дало название классу.
Обычно трубки вестиментифер образуют сплетения из сотен или даже тысяч особей, среди которых находят приют множество других представителей фауны гидротермальных оазисов.
К 1988 году было известно около 15 видов этих животных.

## Биология

### Образ жизни
Погонофоры — преимущественно глубоководные морские червеобразные животные, живущие на дне в трубках. Материал для трубок выделяют кожные железы. Трубка у типичных погонофор открыта с обоих концов, нижним концом она погружена в толщу рыхлых осадков. У вестиментифер открыта только с верхнего конца, другим прикрепляется к каменистому субстрату.

### Особенности питания
Вестиментиферы и погонофоры питаются автотрофно за счёт бактерий-эндосимбионтов, населяющих их трофосому — губчатую ткань, пронизанную кровеносными сосудами. В клетках трофосомы одного организма обитает только один вид бактерий из тех, что населяют местообитание хозяина.
Трофосома вестиментифер наполнена тионовыми бактериями. Сероводород, кислород и углекислый газ к ним попадают по кровеносной системе вестиментифер. Гемоглобин вестиментифер соединяется и с кислородом и с сероводородом, при этом сероводород обратимо связывается с белковой частью молекулы, а кислород — с гемом.
В организме собственно погонофор также имеется аналог трофосомы, но сохраняющий связь с внешней средой. Симбионтами большинства погонофор также являются окисляющие сероводород бактерии. Однако симбионтами некоторых видов (например, Siboglinum poseidoni), видимо, являются метанотрофные бактерии. Метан в концентрации около 1 мл на 1 дм³ грунта, при которой бактерии способны не только существовать, но и кормить хозяина, имеется поблизости от подводных месторождений нефти и газа. Такие места, называемые метановыми сипами (высачивания), перспективны для поисков подводных залежей этих полезных ископаемых. В подобных местообитаниях встречаются многие виды погонофор, но они не строго приурочены к сипам. Виды одного из родов погонофор, рода оседакс, питается с помощью особых симбиотических бактерий липидами, содержащимися в скелетах китов.
Личинки вестиментифер имеют сквозной кишечник и после оседания на дно начинают питаться бактериями. Они не получают эндосимбионтов от материнской особи, так что каждое поколение заражаются эндосимбионтами заново. Раньше полагали, что они получают будущих симбионтов, заглатывая их из внешней среды. Однако недавно было установлено, что общепринятый взгляд на то, как происходит заселение бактериями вестиментифер, не соответствует действительности. Учёные полагают, что симбиотические бактерии проникают в молодых осевших на дно вестиментифер не через рот и кишечник, а через наружные покровы тела. Преодолев же этот барьер, бактерии пробираются в мезодермальные клетки, из которых и начинает образовываться трофосома.
В кишечнике молодых вестиментифер встречаются отдельные бактерии, но это не будущие симбионты. Что касается симбионтов, то они сначала обнаруживаются под кожей молодых осевших особей, а затем оттуда постепенно проникают в участок мезодермы между спинным кровеносным сосудом и передним кишечником. Именно здесь и начинает развиваться новый орган — трофосома. При этом инициируется апоптоз тех тканей, которые были затронуты при проникновении симбионтов, а также кишечника и других органов, служивших только личинке. Процессы, сопровождающие внедрение симбиотических бактерий, напоминают те, что наблюдаются при заражении животных патогенными микроорганизмами.

## Распространённость
Сейчас известно около 150 видов погонофор, в России — 19 видов. Распространены они почти во всех морях. Представители класса погонофор живут на глубине от 40—60 м и до более чем 4000 м (вероятно, до максимальных глубин) в основном на метановых сипах, а вестиментиферы в гидротермах. Ископаемые трубки погонофор известны из морских отложений нижнего палеозоя. Трубки вестиментифер хорошо известны в залежах цинковых, медных и серебряных руд, образовавшихся в раннем каменноугольном периоде.